# Shane Archbold

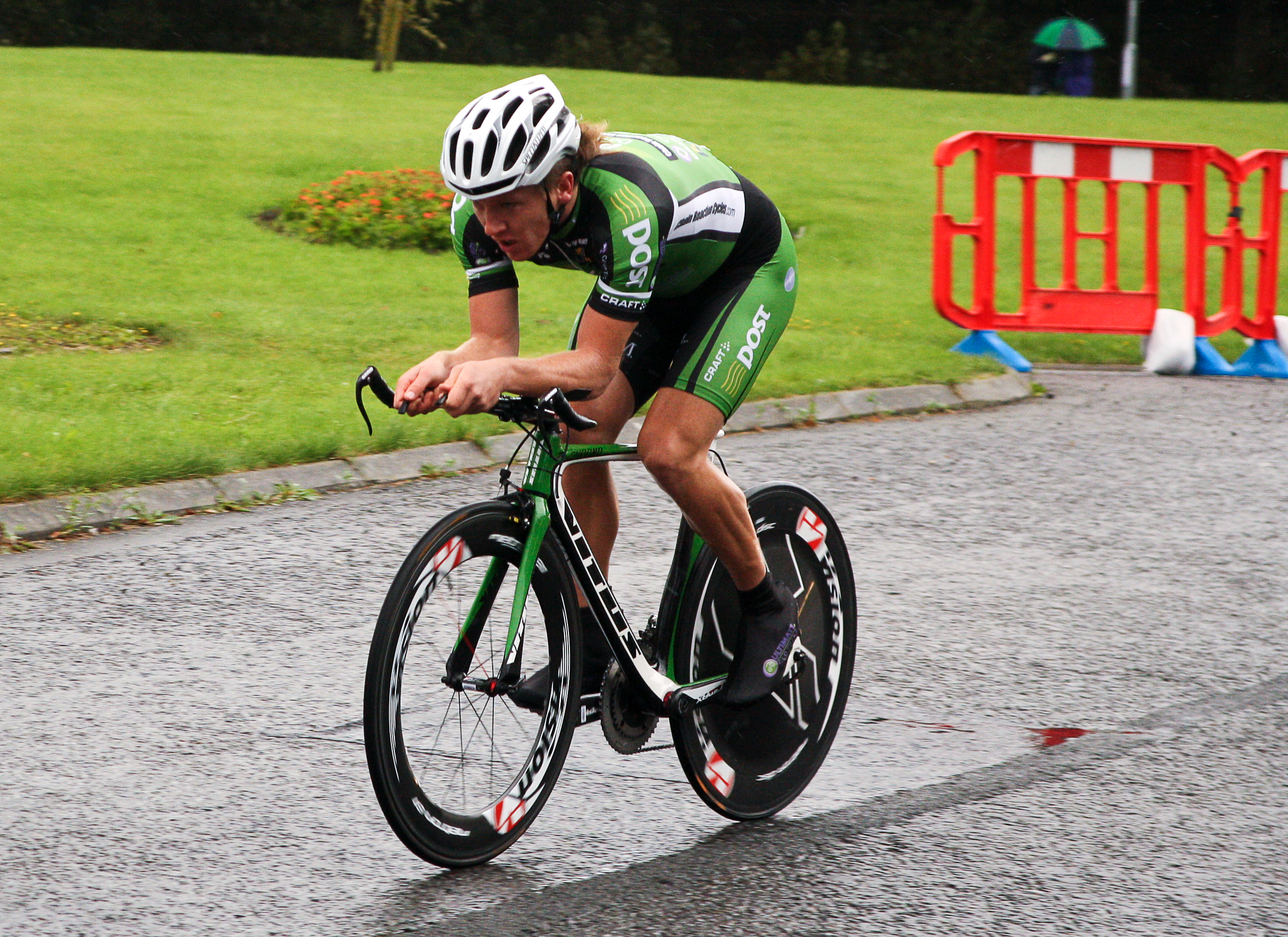
Archbold bei der Tour of Britain 2013

Shane Archbold (* 2. Februar 1989 in Timaru) ist ein ehemaliger neuseeländischer Radrennfahrer.

## Sportliche Laufbahn
2005 wurde Shane Archbold neuseeländischer Junioren-Meister im Straßenrennen, im Jahr darauf in Gent Vize-Weltmeister der Junioren in der Mannschaftsverfolgung, gemeinsam mit Jesse Sergent, Shem Rodger und Westley Gough. Im Jahr darauf wurde er neuseeländischer Junioren-Meister in der Einerverfolgung auf der Bahn. Archbold fuhr auch Straßenrennen, war aber erfolgreicher auf der Bahn, wo er sich mehrfach bei Weltcuprennen gut platzierte. Er gewann jeweils eine Etappe des Rennens Mi-Août en Bretagne (2011) und von An Post Rás (2013).
Bei den UCI-Bahn-Weltmeisterschaften 2011 in Apeldoorn errang Archbold Silber in der Mehrkampfdisziplin Omnium, im selben Jahr wurde er Ozeanienmeister in derselben Disziplin, nachdem er diesen Titel 2010 schon einmal gewonnen hatte. 2013 gewann er mit seinem Landsmann Dylan Kennett das Sommersechstagerennen in Fiorenzuola d’Arda. Bei den Commonwealth Games 2014 gewann er zwei Medaillen, Gold im Scratch und Bronze in der Mannschaftsverfolgung (mit Pieter Bulling, Dylan Kennett und Marc Ryan).
Im Jahr 2015 schloss sich Archbold dem damaligen UCI Professional Continental Team und späteren UCI WorldTeam Bora-Argon 18 an. Er bestritt in seinem ersten Jahr dort den Klassiker Paris–Roubaix und fuhr das Rennen trotz eines Sturzes auf dem Trouée d’Arenberg und blutigen Gesichtsverletzungen zu Ende; er wurde Vorletzter.
Bei der Tour de France 2016 gab er nach der 17. Etappe auf, nachdem sich der „Mann mit der besten Vokuhila im Radsport“ bei einem Sturz am Tag zuvor das Becken gebrochen hatte. In Folge dieser Verletzung konnte er fast ein Jahr lang keine Rennen bestreiten und musste sich im Mai 2017 in Deutschland operieren lassen. Hierauf wurde sein Vertrag bei Bora-hansgrohe nicht verlängert und er fuhr 2018 bei Aqua Blue Sport und zu Beginn des Jahres 2019 beim UCI Continental Team EvoPro Racing, bevor er im April zurück zu Bora wechselte, um dort die Sprinter des Teams zu unterstützen.
Zur Saison 2020 schloss sich Archbold Deceuninck-Quick-Step an und wurde neuseeländischer Meister im Straßenrennen. Nach zwei Jahren bei Deceuninck-Quick-Step kehrte er erneut zum Team Bora-Hansgrohe zurück, um den Sprintzug für – den ebenfalls zurückgekehrten – Sam Bennett zu verstärken. Nach Ende der Saison beendete er bei diesem Team seine Karriere als Aktiver und wechselte in die sportlicher Leitung.

## Erfolge

### Bahn
2006
- Weltmeisterschaft – Mannschaftsverfolgung (Junioren) mit Westley Gough, Shem Rodger und Jesse Sergent

2007
- Neuseeländischer Meister – Einerverfolgung (Junioren)

2009
- Neuseeländischer Meister – Zweier-Mannschaftsfahren (mit Thomas Scully)

2010
- Ozeanienmeister – Omnium

2011
- Weltmeisterschaft – Omnium
- Ozeanienmeister – Omnium

2013
- Neuseeländischer Meister – Mannschaftsverfolgung (mit Dylan Kennett, Marc Ryan und Andy Van der Heyden)
- Sechstagerennen von Fiorenzuola d’Arda (mit Dylan Kennett)

2014
- Commonwealth Games – Mannschaftsverfolgung (mit Pieter Bulling, Dylan Kennett und Marc Ryan)
- Commonwealth Games – Scratch

### Straße
2005
- Neuseeländischer Junioren-Meister – Straßenrennen

2011
- eine Etappe Mi-Août en Bretagne

2013
- eine Etappe An Post Rás

2019
- eine Etappe Czech Cycling Tour

2020
- Neuseeländischer Meister – Straßenrennen

## Grand-Tour-Platzierungen
| Grand Tour            | 2016 | 2017 | 2018 | 2019 |
| --------------------- | ---- | ---- | ---- | ---- |
| Giro d’ItaliaGiro     | –    | –    | –    | –    |
| Tour de FranceTour    | DNF  | –    | –    | –    |
| Vuelta a EspañaVuelta | –    | –    | –    | 151  |